# 헌병보조원
헌병보조원(憲兵補助員)은 일본제국이 조선총독부에 설치한 직종으로, 1907년~1945년 헌병대, 헌병부의 행정 사무 보조 목적으로 만든 직종이었다. 주로, 한국인 출신들이 헌병보조원에 대거 채용되었다. 이들은 헌병, 군사 업무가 아닌 서무 업무를 담당하였다.

## 역사
일본제국은 1905년 11월에 체결한 을사늑약을 강제체결하고, 1906년 2월 ~ 1910년 8월까지 대한제국을 병탄할 목적으로 서울에 통감부(統監府)를 설치했다. 이어서 대한제국에서는 일본 제국 육군출신 주재 헌병사령관이 경무총장겸임하고, 헌병경찰제를 시행하여 경무관을 두어 모든 경찰을 지휘, 감독하게 하였다.
헌병보조원 제도가 시행된것은 1907년 7월 1일부터였다. 당시 대한제국에는 군대해산등 한일 신협약등으로 많은 의병들이 봉기를 했었으며, 주재 일본 헌병대는 7~800여명 정도였고, 이 숫자로는 의병진압 등 활동에 투입하기에는 역부족이었다. 당시 대한제국에 있던 일본 정규군은 헌병을 제외하면 1개 사단밖에 안되었고, 대부분 대한제국-만주 국경수비를 위해 함경도와 평안도에 주둔했었다.
그러므로, 의병 진압, 탄압하기 위해서 기존의 7천명가량의 인원을 확보하고 의병진압에 투입되던 집단하나가 해체되기도 했기에 헌병대를 증원하여 그 공백을 메울필표가 있었다.
이에 1907년 말까지 일본에서 증원부대가 도착, 헌병의 수는 2천명에 달했고, 그외에 4천여명의 한국인 헌병보조원을 모집, 채용하여 1908년에는 약 6천여명의 인원을 채용하게 된다. 이들은 각 헌병대, 파출소로 배치되어 기록, 서류 정리 등의 서무 업무를 담당하였다. 이후 의병진압, 탄압할 목적으로 증원되었다. 이들은 헌병이 아니므로 어떤 사법권, 수사권, 체포권한은 부여되지 않았다.
이 제도를 만들것을 제의한 것은 당시 대한제국 총리였던 이완용이었으며, 매일 일본 제국의 장군 하세가와 요시미치대장을 찾아가서 의병의 진압 업무를 지원하기 위해, 논의중 고안해낸 수단이었다.

## 경과
1910년 8월, 한일 합방 이후에도 일본 제국은 헌병보조원 제도에 대해 헌병경찰의 기능과 역할을 강화했으며, 헌병보조원은 헌병의 지휘, 감독을 받아 경찰 사무업무를 보조, 지원하도록 했다. 한국인 순사, 순사보는 헌병보조원에 채용될 수 있게 강화했다.
1945년 8월 15일, 광복될 때까지 일제는 수많은 한국인을 헌병보조원으로 대거 채용해 3.1 운동에 진압하는데 투입하였고, 항일운동가들을 색출하고, 무자비하게 고문하는 등 같은 동족을 진압하고 탄압하는 이이제이 방법으로 악용해왔다.
이로인하여 수많은 항일운동가들이 한국인출신으로 이루어진 헌병보조원들에 의해 온갖 심문과 고문을 겪어야만 했다.

## 같이 보기
- 일제강점기
- 대한제국
- 통감부
- 조선총독부
- 헌병 (일본군)